# Cobalto-60

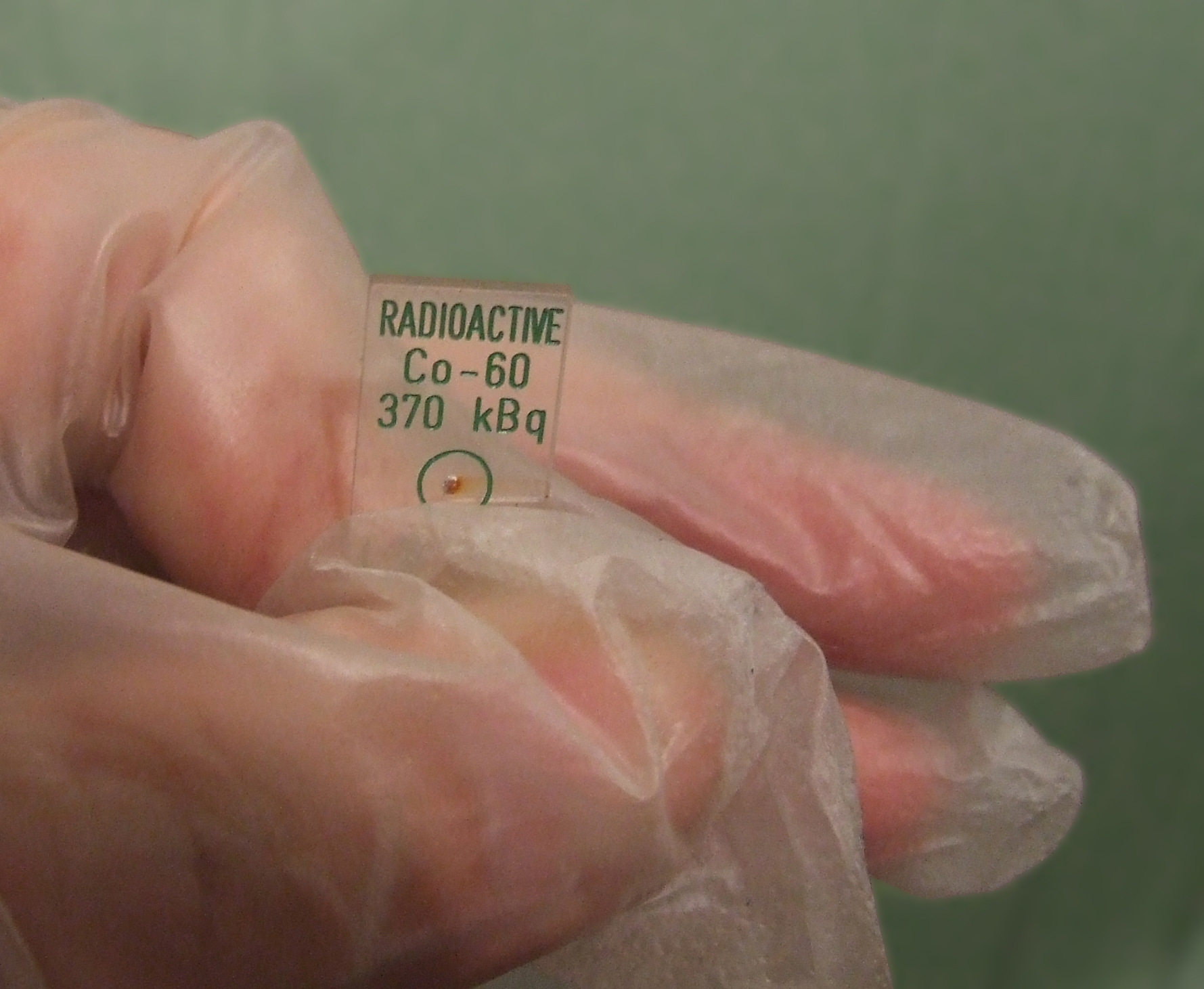
Fonte radioativa de ^{60}Co

Cobalto-60 (60Co) é um isótopo radioativo sintético de cobalto com meia-vida de 5,2713 anos. É produzido artificialmente em reatores nucleares. A produção industrial deliberada depende da ativação de nêutrons de amostras a granel do isótopo de cobalto monoisotópico e mononuclídeo 59Co. Quantidades mensuráveis também são produzidas como subproduto da operação típica de uma usina nuclear e podem ser detectadas externamente quando ocorrem vazamentos. Neste último caso (na ausência de cobalto adicionado), o produto incidentalmente produzido de 60Co é em grande parte o resultado de múltiplos estágios de ativação de nêutrons de isótopos de ferro nas estruturas de aço do reator através da criação de seus 59Co precursores. O caso mais simples deste último resultaria da ativação de 58Fe. 60Co sofre decaimento beta para o isótopo estável níquel-60 (60Ni). 

## Aplicações
A principal vantagem do 60Co é que é um emissor de raios gama de alta intensidade com uma meia-vida relativamente longa, 5,27 anos, em comparação com outras fontes de raios gama de intensidade semelhante. A energia do decaimento β é baixa e facilmente blindada; no entanto, as linhas de emissão de raios gama têm energias em torno de 1,3 MeV e são altamente penetrantes. As propriedades físicas do cobalto, como resistência à oxidação em massa e baixa solubilidade em água, oferecem algumas vantagens em segurança no caso de uma quebra de contenção sobre algumas outras fontes gama, como césio-137. Os principais usos para 60Co estão:
- Como marcador de cobalto em reações químicas;
- Esterilização de equipamentos médicos;[4]
- Fonte de radiação para radioterapia médica;[5]
- Fonte de radiação para radiografia industrial;[5]
- Fonte de radiação para dispositivos de nivelamento e medidores de espessura;[5]
- Fonte de radiação para esterilização de insetos-pragas;[6]
- Como fonte de radiação para irradiação de alimentos e irradiação de sangue.[4]

O cobalto tem sido discutido como um elemento "salgante" para adicionar às armas nucleares, para produzir uma bomba de cobalto, uma arma extremamente "suja" que contaminaria grandes áreas com cinza nuclear de 60Co, tornando-as inabitáveis. Em um projeto hipotético, a adulteração da arma seria feita de 59Co. Quando a bomba explodisse, o excesso de nêutrons da fissão nuclear irradiaria o cobalto e o transmutaria em 60Co. Nenhuma nação é conhecida por ter feito qualquer desenvolvimento sério desse tipo de arma.

## Ocorrência
Não há ocorrência natural de 60Co na Terra; assim, 60Co sintético é criado bombardeando um alvo de 59Co com uma fonte de nêutrons lentos. Califórnio-252, moderado através de água, pode ser usado para esta finalidade, assim como o fluxo de nêutrons em um reator nuclear . Os reatores CANDU podem ser usados para ativar 59Co, substituindo as hastes de controle por hastes de cobalto. Nos Estados Unidos, agora está sendo produzido em um BWR na Estação de Geração Nuclear Hope Creek. Os alvos de cobalto são substituídos aqui por um pequeno número de conjuntos de combustível.

## Segurança
Depois de entrar em um mamífero vivo (como um ser humano), alguns dos 60Co é excretado nas fezes. O restante é absorvido pelos tecidos, principalmente fígado, rins e ossos, onde a exposição prolongada à radiação gama pode causar câncer. Com o tempo, o cobalto absorvido é eliminado na urina.